# 1892 na ciência

## Nascimentos
| Data            | Nome                | Profissão              | Nacionalidade                         | Observações                                                        | Ref               |
| --------------- | ------------------- | ---------------------- | ------------------------------------- | ------------------------------------------------------------------ | ----------------- |
| 20 de fevereiro | Raymond Cecil Moore | geólogo e paleontólogo | Estados Unidos                        | m. 1974 Medalha Wollaston 1968 Medalha Mary Clark Thompson 1970    | [ 1 ] [ 2 ]       |
| 6 de setembro   | Edward Appleton     | físico                 | Reino Unido da Grã-Bretanha e Irlanda | n. 1892 Nobel da Física 1947 Medalha Hughes 1933 Medalha Real 1950 | [ 3 ] [ 4 ] [ 5 ] |

## Mortes
| Data           | Nome         | Profissão                                      | Nacionalidade                         | Observações                                                                                | Ref               |
| -------------- | ------------ | ---------------------------------------------- | ------------------------------------- | ------------------------------------------------------------------------------------------ | ----------------- |
| 18 de dezembro | Richard Owen | biólogo, anatomista comparativo e paleontólogo | Reino Unido da Grã-Bretanha e Irlanda | n. 1804 Medalha Wollaston 1838 Medalha Real 1846 Medalha Copley 1851 Medalha Linneana 1888 | [ 1 ] [ 5 ] [ 6 ] |

## Prémios
Medalha Copley
- Rudolf Virchow[6]